# Toxorhina (Toxorhina) trichorhyncha
Toxorhina (Toxorhina) trichorhyncha is een tweevleugelige uit de familie steltmuggen (Limoniidae). De soort komt voor in het Oriëntaals gebied.